# Krwawa łaźnia sztokholmska
Krwawa łaźnia sztokholmska – egzekucja około stu osób dokonana w Sztokholmie w dniach 8–9 listopada 1520. Dokładna liczba ofiar nie jest znana. Źródła często podają liczbę 82 straconych powołując się na kata tamtych wydarzeń. W rzeczywistości liczba ofiar mogła być znacznie większa. 
W 1513 tron duński objął Chrystian II. Jego głównym celem było odzyskanie tronu szwedzkiego i w ten sposób utrzymanie unii kalmarskiej. Rozmowy króla z posłami rady szwedzkiej nie przyniosły rezultatów. W tej sytuacji monarcha postanowił wykorzystać spór pomiędzy regentem Stenem Sture Młodszym a uwięzionym przez niego arcybiskupem Uppsali, Gustawem Trolle. Rozpoczął wojnę ze Szwecją. Próby zdobycia Sztokholmu od strony morza podejmowane w latach 1517–1518 nie powiodły się. W styczniu 1520 Chrystian II zaatakował Szwecję od strony lądu. Najeźdźcy odnieśli zwycięstwo w bitwie pod Bogesund. Sten Sture Młodszy został w tym starciu ranny i wkrótce zmarł. 7 września 1520 Sztokholm skapitulował. Chrystian II obiecał obrońcom amnestię.
4 listopada 1520 Chrystian II koronował się na króla Szwecji. Trzy dni później uwolniony z więzienia arcybiskup Gustaw Trolle oskarżył wrogów króla i własnych o herezję. 8 listopada 1520 sąd kościelny skazał kilkadziesiąt osób na karę śmierci, przekazując wykonanie wyroku władzy świeckiej. Jednym ze straconych był ojciec Gustawa Wazy. Ofiary egzekucji zostały spalone na stosie. Tak samo postąpiono z wydobytymi z grobu zwłokami Stena Sture Młodszego.
Celem Chrystiana było ostateczne uciszenie jego przeciwników i zastraszenie innych a tym samym zmuszenie ich do uległości. Krwawa łaźnia sztokholmska spowodowała jednak, że nie mógł liczyć na poparcie. W 1521 wybuchło powstanie w prowincji Dalarna. Na jego czele stanął Gustaw Waza, który został ogłoszony regentem. Po usunięciu wojsk duńskich w 1523 został wybrany w Strängnäs na króla Szwecji. Oznaczało to ostateczne zerwanie przez Szwecję unii kalmarskiej z Danią i Norwegią.